# 文室助雄
文室 助雄（ふんや の すけお）は、平安時代初期の皇族・貴族。初名は助雄王、臣籍降下後の氏姓は文室朝臣。中納言・直世王の次男。官位は従五位上・丹波守。

## 経歴
若くして大学で学び、経書と史書を概ね読破していた。対策に及第しないまま官途に就き、仁明朝初頭の承和元年（834年）従五位下に叙爵される。のち、文室朝臣姓を与えられ臣籍降下する。承和6年（839年）玄蕃頭次いで刑部少輔に任ぜられるが、翌承和7年（840年）遠江守として地方官に転じた。承和12年（845年）斎宮頭として京官に復すと、承和14年（847年）大蔵少輔次いで左少弁と仁明朝後半は京官を務めた。
嘉祥3年（850年）文徳天皇の即位に伴い、従五位上に叙せられ、仁寿3年（853年）右中弁に昇進した。斉衡3年（856年）丹波守に任ぜられて地方官に転じるが、丹波守在任中の天安2年（858年）3月14日卒去。享年52。最終官位は丹波守従五位上。

## 官歴
『六国史』による。
- 時期不詳：正六位上
- 承和元年（834年） 正月7日：従五位下
- 時期不詳：臣籍降下（文室朝臣）
- 承和6年（839年） 2月18日：玄蕃頭。9月7日：刑部少輔
- 承和7年（840年） 正月30日：遠江守
- 承和12年（845年） 8月7日：斎宮頭
- 承和14年（847年） 2月11日：大蔵少輔。4月：左少弁
- 嘉祥3年（850年） 4月17日：従五位上。日付不詳：遠江守
- 仁寿3年（853年） 正月16日：右中弁
- 斉衡3年（856年） 正月12日：丹波守
- 天安2年（858年） 3月14日：卒去（丹波守従五位上）